# Otto Lancelle
Otto Lancelle (27 de marzo de 1885 - 3 de julio de 1941) fue un general alemán en la Wehrmacht durante la II Guerra Mundial que fue condecorado con la Pour le Mérite y la Cruz de Caballero de la Cruz de Hierro, las más altas condecoraciones del Imperio alemán y la Alemania Nazi respectivamente. 
Lancelle fue muerto por un francotirador el 3 de julio de 1941 en la cabeza de puente de Krāslava, sobre el Daugava, Letonia. Fue el primer general alemán que murió en el territorio soviético (de facto)  después del ataque a la Unión Soviética. Fue promovido póstumamente a Generalleutnant y se le concedió la Cruz de Caballero.
Lancelle primero fue enterrado junto la Iglesia Luterana de Krāslava, y después enterrado de nuevo en el cementerio de Garmisch-Partenkirchen. La ciudad polaca de Rzgów fue renombrada Lancellenstätt en su honor por los ocupantes entre 1943 y 1945. Una marca memorial en el lugar de su muerte fue instalada por su hijo Kraft en julio de 1994, que fue retirada por las autoridades letonas en noviembre de 2022.

## Condecoraciones
- Pour le Mérite (9 de octubre de 1918)[2]
- Cruz de Caballero de la Cruz de Hierro el 27 de julio de 1941 (póstumamente) como Generalmajor y comandante de la 121. Infanterie-Division[2]